# 小行星2577
小行星2577（2577 Litva）是一颗围绕太阳公转的小行星。1975年3月12日，尼古拉·切爾尼赫在克里米亚发现了此天体。
該小行星以蘇維埃立陶宛命名。
这颗小行星的绝对星等为284.01549等。